# サルシナ属
サルシナ属（Sarcina）はフィルミクテス門クロストリジウム綱クロストリジウム科の属の一つであり、グラム陽性球菌である。微生物セルロースの合成能を持ち、この属のさまざまなメンバーがヒトマイクロバイオームを構成する一員であり、大腸や皮膚の細菌叢に見られることがある。この属の名前は、ラテン語で「包み」や「束」を意味する「sarcina」に由来し、これは、細胞分裂の際に3次元方向にそれぞれ２個ずつの細胞が並んで2x2x2の立方体状の塊を形成する様子にちなんで名づけられた。
この属のタイプ種はSarcina ventriculiで、穀物の種子の表面、土壌、泥、並びに人間やウサギ、モルモットの胃に見られる細菌である。 